# Hnutí řešení
Hnutí řešení, v originále maďarsky Megoldás Mozgalom, zkráceně MEMO, je mimoparlamentní politické hnutí v Maďarsku, které v prosinci 2021 založil podnikatel György Gattyán.

## Historie
Hnutí řešení bylo založeno 17. prosince 2021 a úspěšně zaregistrováno 24. prosince téhož roku. U jeho zrodu stál známý podnikatel v sexuálním průmyslu György Gattyán, zakladatel a majitel internetového serveru pro dospělé LiveJasmin, který byl zároveň podle magazínu Forbes v roce 2021 šestým nejbohatším podnikatelem v Maďarsku.
V parlamentních volbách roku 2022 hnutí překročilo 1 % odevzdaných hlasů, čím sice dosáhlo na státní finanční příspěvek, do Zemského sněmu se ale nedostalo.
Ve volbách do Evropského parlamentu v roce 2024 byl lídrem hnutí Viktor Huszár.

## Volební výsledky

### Volby do Zemského sněmu
| Volby | Celostátní kandidátní listina (90) | Celostátní kandidátní listina (90) | OEVK (109) | OEVK (109) | Mandáty | Mandáty | Status         |
| Volby | Hlasy                              | %                                  | Hlasy      | %          | Počet   | %       | Status         |
| ----- | ---------------------------------- | ---------------------------------- | ---------- | ---------- | ------- | ------- | -------------- |
| 2022  | 58 929                             | 1,04                               | 64 341     | 1,20       | 0/199   | 0       | mimo parlament |

### Volby do Evropského parlamentu
| Volby | Počet hlasů | Hlasy v % | Počet mandátů | Politická skupina EP | Evropská strana |
| ----- | ----------- | --------- | ------------- | -------------------- | --------------- |
| 2024  | 16 806      | 0,37      | 0/21          | —                    | —               |